# Escut de Santpedor
L'escut oficial de Santpedor té el següent blasonament:
Escut caironat truncat: 1r. de sinople, 2 claus en pal amb les dents a dalt i adossades, la de la destra d'or i la de la sinistra d'argent; 2n. d'or, 4 pals de gules. Per timbre una corona mural de vila.
Va ser aprovat el 22 de setembre de 1995 i publicat al DOGC el 16 d'octubre del mateix any amb el número 2115. Les claus són l'atribut de sant Pere, patró de la vila; el nom de Santpedor és una evolució de Sant Pere d'Or (per la localitat hi passa el riu d'Or). Els quatre pals de l'escut de Catalunya recorden la jurisdicció reial sobre la població, que tenia el privilegi d'enviar un delegat al Parlament i era un "carrer de Barcelona", per concessió de Martí I l'any 1400.

## Bandera
La bandera oficial de Santpedor té la següent descripció:
| « | Bandera apaïsada, de proporcions dos d'alt per tres de llarg, verda amb l'últim terç vertical groc amb quatre pals vermells, i dues claus, d'alçada 5/6 de la del drap, posades verticalment amb les dents a dalt, les de la primera, groga, mirant a l'asta, i les de la segona, blanca, mirant al vol, centrades en el quadrat verd. | » |

Va ser aprovada el 18 de novembre de 2003 i publicada al DOGC el 3 de desembre del mateix any amb el número 4023. Està basada en l'escut heràldic de la localitat.